# Betsy Túrnez
Betsy Túrnez (Barcelona, 13 de octubre de 1974) es una actriz y productora de cine española, nominada a un Premio Gaudí en la categoría de mejor actriz protagonista por su participación en la película El rey tuerto.

## Carrera

### Inicios
A comienzos de los años 1990 realizó algunas apariciones menores en películas como Escenes d'una orgia a Formentera de Francesc Bellmunt (1994) y En brazos de la mujer madura de Manolo Lombardero (1996). Entre 1999 y 2000 apareció en algunos episodios de la telenovela Calle nueva.
En los años 2000, la actriz estuvo muy activa en cine y televisión, además de trabajar como docente de teatro, ayudante de dirección y entrenadora de actores. En 2001 integró el elenco de tres producciones para televisión, El cor de la ciutat, Esencia de poder y Periodistas. En 2002 interpretó el personaje de Mariola en la serie Policías, en el corazón de la calle y un año después encarnó a una enfermera en El pantano. Retornó al cine en 2004 integrando el elenco de Semen, una historia de amor, película dirigida por Inés París y Daniela Fejerman. El mismo año apareció en la serie de televisión de género policíaco El comisario. Cerró los años 2000 participando en la película Los ojos de Julia en el papel de una recepcionista.

### Reconocimiento
Si bien hasta ese momento las apariciones de Túrnez en cine y televisión habían consistido en papeles menores, la década de 2010 traería un mayor reconocimiento nacional para la actriz. Tras aparecer en la serie Kubala, Moreno i Manchón, pasó a integrar el elenco de  la serie Pop ràpid, donde interpretó el papel regular de Gina. Tras el reconocimiento obtenido con esta producción, mostró su versatilidad como actriz al interpretar una variedad de personajes en el programa humorístico José Mota presenta.... En 2015 actuó en el papel de Mar en la película cómica Ocho apellidos catalanes. En 2016 interpretó a Lídia, personaje protagónico en la película de Marc Crehuet El rey tuerto. Dicha actuación le valió una nominación al Premio Gaudí en 2017 en la categoría "mejor protagonista femenina", perdiendo ante Emma Suárez. En 2016 apareció en las películas Contratiempo y 100 metros, antes de integrar el elenco de las series de televisión Cuéntame cómo pasó y El fin de la comedia en 2017. Desde 2018 interpreta el personaje de Adela en la serie Benvinguts a la família.

## Filmografía seleccionada

### Cine y televisión
- 2025 -  "Las irresponsables" película.
- 2022 -   Dos años y un día, temporada 1 (Antena 3)
- 2021 - Vida perfecta, temporada 2 (Movistar+)
- 2021 - Los hombres de Paco (Antena 3)
- 2018 - Paquita Salas (Netflix)
- 2018 - Benvinguts a la família (TV)
- 2017 - Merlí (TV)
- 2017 - La peluquería (TV)
- 2017 - Amics per sempre (Película para TV)
- 2017 - Blue Rai
- 2017 - El fin de la comedia (TV)
- 2017 - Cuéntame cómo pasó (TV)
- 2016 - 100 metros
- 2016 - Contratiempo
- 2016 - El hombre de tu vida (TV)
- 2016 - El rey tuerto
- 2015 - Ocho apellidos catalanes
- 2015 - Y mañana Navidad (Corto)
- 2015 - Ahora o nunca
- 2015 - José Mota presenta (TV)
- 2011-2013 - Pop ràpid (TV)
- 2012 - Kubala, Moreno i Manchón (TV)
- 2010 - Los ojos de Julia
- 2005 - El comisario (TV)
- 2005 - Semen, una historia de amor
- 2003 - El pantano (TV)
- 2002 - Mirall trencat (TV)
- 2002 - Policías, en el corazón de la calle (TV)
- 2001 - Periodistas (TV)
- 1997 - En brazos de la mujer madura
- 1996 - Escenes d'una orgia a Formentera

### Teatro
- 2013-2015 - El rey tuerto
- 2014 - Midnight
- 2014 - Magical History Club
- 2013-2014 - Crucidramas
- 2012 - Oxígen
- 2010 - 15/3, 15 piezas en 3 actos